# Peter Oundjian
Peter Oundjian est un violoniste et chef d'orchestre canadien né le 21 décembre 1955 à Toronto.

## Biographie
Peter Haig Oundjian naît le 21 décembre 1955 à Toronto, d'un père arméno-britannique et d'une mère britannique,. 
À partir de 1960, il grandit à Purley, dans le sud de Londres. Il travaille le violon avec Manoug Parikian et étudie au Royal College of Music, avant de se perfectionner à la Juilliard School of Music de New York auprès de Ivan Galamian, Itzhak Perlman et Dorothy DeLay. 
En 1980, Peter Oundjian remporte le 1er prix du Concours international de violon de Viña del Mar (Chili). 
Entre 1981 et 1995, il est premier violon du Tokyo String Quartet. Souffrant de dystonie focale de la main gauche, il doit arrêter sa carrière de violoniste, se tourne alors vers la direction d'orchestre et prend des leçons avec André Previn,. 
Invité régulier du Festival musical d'été de Caramoor (en), il en devient conseiller artistique et principal chef invité. Entre 1998 et 2003, Peter Oundjian est directeur musical du Nieuw Sinfonietta d'Amsterdam. 
Comme chef invité, il dirige à Berlin, Birmingham, Chicago (au Ravinia Festival), Cincinnati, Detroit, Hanovre, Houston, Londres, Los Angeles, Paris, Philadelphie, Pittsburgh, Sarrebruck, San Francisco, St. Louis, Toronto, Washington et Zürich. 
Entre 2003 et 2018, Peter Oundjian est directeur musical de l'Orchestre symphonique de Toronto, . À compter de 2012, il est également directeur musical de l'Orchestre national royal d'Écosse, poste qu'il occupe jusqu'en 2018. 
Entre 2006 et 2008, il est principal chef invité et conseiller artistique de l'Orchestre symphonique de Détroit. 
Comme pédagogue, il est professeur à l'École de musique de Yale. Comme chef d'orchestre, il est le créateur de Caramoor's Summer de Chen Yi (en) (2003) et de Otisk de Kryštof Mařatka (2004), notamment. 
En 2022, Peter Oundjian est nommé chef principal de l'Orchestre symphonique du Colorado.